# Litohoř
Litohoř (starší názvy Lutochor, de Lutinchorn, Luthochorn, Lutochorz, Litochoř, Litochorže, Littahorn, Littohorn, Litohorn, Ljtohoř, název by měl znamenat Lutochořův majetek) je obec v okrese Třebíč v Kraji Vysočina. Žije zde 557 obyvatel. Obcí prochází silnice první třídy I/38.
Obec leží 3,5 kilometru severozápadně od Moravských Budějovic, protéká jí potok Jakubovka a prochází jí silnice z Jakubova do Moravských Budějovic a silnice z Domamile do Litohoře.
Sousedními obcemi sídla jsou Domamil, Moravské Budějovice, Jakubov u Moravských Budějovic a Lukov.

## Geografie
Ze západu na východ vede přes území obce silnice I/38 z Želetavy do Moravských Budějovic, ze zastavěného území obce východním směrem ze silnice I/38 vychází silnice II/151, ta pak vede do Domamili. Jižně z této silnice vychází silnice do Vranína a k samotě Kosová. Na jižním okraji území obce se dotýká hranice území obce cyklostezka 5124, na podél severní hranice obce vede zelená turistická stezka.
Většina území obce je zemědělsky využívána, izolovaná lesní plocha Boroví se nachází na jižním okraji území obce. Izolované remízky jsou v údolích Jakubovky a Rokytky a jejich přítoků. Těsně za severní hranice území obce na svahu kopce Svatý Vít se nachází lesní plochy. Na východním okraji zastavěného území obce se nachází areál inseminační stanice býků, jižně od zastavěného území obce se nachází areál zemědělského družstva, v centru obce za budovou zámku Litohoř se nachází menší průmyslový areál. 
Několik kilometrů severozápadně od zastavěného území obce pramení Jakubovka, ta protéká zastavěným územím obce a jižně od něj se vlévá do Rokytky, ta pramení několik kilometrů západně od obce a následně teče dál západně, kde se cca po deseti kilometrech toku vlévá u Jaroměřic nad Rokytnou do Rokytné. Přes jižní část území obce protéká Vranínský potok, na západním okraji území obce na něm leží menší rybník, část západní hranice území obce pak tvoří okraj rybníka Šingrot, přes který Vranínský potok také protéká. Do rybníka Šingrot se vlévá nepojmenovaný potok, který tvoří část jižní hranice obce. 
Většina území obce se nachází v rozmezí 480–500 metrů nad mořem, těsně za severozápadní hranicí území obce se nachází kopec Svatý Vít se zříceninou kaple a Lukovská hora. 
Zastavěné území obce se nachází uprostřed území obce v pohledu severojižním, z pohledu východozápadního se zastavěné území obce rozléhá v celé šíři, na východní části zastavěného území obce se nachází část Kolovraty.

## Název
Obec prý dle pověsti založil muž, který se ještě před vznikem obce ztratil v místním lese. Napadlo ho, že zapálí les, aby mu oheň prohořel cestu ven. Když v tomto místě později lidé založili ves, vymyslel tento žhář-zakladatel: „Když jsem les zapálil, bylo mi jej líto, ale přesto jsem si řekl: Hoř! Ať se tedy naše ves jmenuje Litohoř“ píše Antonín Ondráček ve sbírce pověstí Obrázky z Jaroměřicka.

## Historie
První písemná zmínka o obci pochází z roku 1190, kdy v roce 1162 byla darována obec znojemským knížetem Konrádem premonstrátskému klášteru v Louce u Znojma, stejně tak daroval kapli svatého Mikuláše ve Znojmě a vesnice Třebouchovice a Domamil. Oblast vesnice byla však osídlena již v době neolitu a procházela jí Haberská stezka, později také Císařská cesta Vídeň–Praha. V roce 1348 vesnici získal Volfart z Litohoře a roku 1360 pak získal vesnici Oldřich ze Želetavy a po roce 1370 ji získal markrabě Jošt, který v roce 1402 Litohoř vrátil do majetku louckého kláštera. Během sporů s Lichtemburky pak Želetavu i s Litohoří získali páni z Hradce, s těmi se posléze opat louckého kláštera soudil a roku 1489 pak vesnici získal Jan z Lomnice. Posléze byla vesnice konfiskována a císař Ferdinand I. ji předal do majetku (spolu s Domamilí, Rokytnicí a Pokojovicemi) místokancléři Jiřímu Žabkovi z Limberka. V roce 1508 získal Litohoř opět klášter v Louce, který byl v roce 1784 zrušen a vesnice se stala součástí budečského panství, to roku 1789 zakoupil Jan Wallis.
V roce 1740 začala výstavba silnice mezi Jihlavou, Moravskými Budějovicemi a Znojmem, ta procházela okolo Litohoře, dokončena byla jako tzv. císařská silnice v roce 1749. V témže roce byla ve vesnici dokončena stavba kaple svatého Jana Nepomuckého. V roce 1762 byla dokončena stavba zámku, který sloužil jako letní sídlo louckého kláštera. Roku 1780 byla založena osada Kolovraty a roku 1782 byla ve vsi založena jednotřídní škola, postavena fara a na kaple byla rozšířena na kostel zasvěcený témuž světci. Již v roce 1793 však byl postaven nový kostel se stejným zasvěcením.
V roce 1802 pak budečské panství zakoupil Josef Wallis, obec do budečského panství patřila do roku 1849, kdy se osamostatnila a stala se součástí okresu Znojmo. Roku 1882 byla tehdejší jednotřídní škola rozšířena na dvojtřídní a v roce 1889 učitel školy založil v obci sbor hasičů.
Roku 1925 pak byla tehdejším řídícím učitelem založena obecní kronika, v roce 1930 byl litohořský zámek zakoupen Hugem Fischmanem z Moravských Budějovic. V roce 1930 byla vesnice elektrifikována. Po skončení druhé světové války se nadále obyvatelé věnovali zemědělství a v roce 1951 byl ve vsi založen Semenářský státní statek, který byl pak v roce 1961 převeden pod ČSSS Jaroměřice nad Rokytnou. V roce 1960 také byly sloučeny vesnice Litohoř a Kolovraty a nově sloučená Litohoř byla začleněna do okresu Třebíč. V roce 1963 bylo postaveno koupaliště v obci a v roce 1976 byl v obci otevřen kulturní dům a roku 1978 i mateřská škola. Roku 1985 byl zámek v obci rekonstruován a přestavěn na depozitář Moravské galerie v Brně, v letech 1986–1988 byl také rekonstruován kostel.
V roce 1991 byl zprivatizován státní statek a roku 1992 byl rozdělen na dvě samostatné společnosti. V roce 1992 byly obecní budovy napojeny na vodovod, roku 1995 byl ve vsi rozvedeny telefonní přípojky a v roce 1996 byla vesnice plynofikována. Mezi lety 1998 a 2001 byl v obci rozveden vodovod a vystavěn vodojem. V roce 2002 obec získala právo používat prapor a znak.
V roce 2015 byla dokončena druhá etapa rekonstrukce kostela svatého Jana Nepomuckého, kdy na rekonstrukci střechy přispěli i místní farníci a to částkou 500 tisíc Kč. Celkové náklady na tuto etapy převýšily 2 miliony Kč.

## Obyvatelstvo
| Rok            | 1869 | 1880 | 1890 | 1900 | 1910 | 1921 | 1930 | 1950 | 1961 | 1970 | 1980 | 1991 | 2001 | 2011 | 2021 |
| -------------- | ---- | ---- | ---- | ---- | ---- | ---- | ---- | ---- | ---- | ---- | ---- | ---- | ---- | ---- | ---- |
| Počet obyvatel | 629  | 623  | 609  | 631  | 618  | 569  | 619  | 521  | 596  | 515  | 499  | 504  | 479  | 580  | 531  |
| Počet domů     | 88   | 95   | 99   | 99   | 104  | 106  | 127  | 138  | 138  | 132  | 129  | 163  | 164  | 179  | 195  |

## Obecní správa
Do roku 1849 patřila Litohoř do budečského panství, od roku 1850 patřila do okresu Znojmo, pak od roku 1896 do okresu Moravské Budějovice a od roku 1960 do okresu Třebíč. Od 1. ledna 1980 do 23. listopadu 1990 patřila Litohoř pod Moravské Budějovice, následně se obec osamostatnila. Mezi lety 1850 a 1967 byly součástí Litohoře i vesnice Horní a Dolní Vranín, dlouhodobě je součástí obce i osada Kolovraty.

### Obecní symboly
Znak a vlajka byly obci uděleny rozhodnutím předsedy Poslanecké sněmovny Parlamentu České republiky dne 14. března 2002.

## Politika
V letech 2006–2010 působil jako starosta Bohumír Kašík, od roku 2010 do roku 2014 funkci starostky zastávala Lenka Venhodová. Od roku 2014 je starostkou obce Hana Bustová.

### Volby do Poslanecké sněmovny
|       | 2006                | 2010                | 2013                | 2017                | 2021                |
| ----- | ------------------- | ------------------- | ------------------- | ------------------- | ------------------- |
| 1.    | ČSSD (33,91 %)      | TOP 09 (22,4 %)     | KSČM (23,6 %)       | ANO (36,79 %)       | ANO (30,58 %)       |
| 2.    | ODS (24,34 %)       | KSČM (21,57 %)      | ANO 2011 (22,8 %)   | KSČM (12,12 %)      | SPOLU (20,39 %)     |
| 3.    | KSČM (23,04 %)      | ČSSD (17,84 %)      | ČSSD (15,6 %)       | Piráti (9,95 %)     | SPD (13,72 %)       |
| účast | 60,05 % (230 z 383) | 60,10 % (243 z 406) | 58,55 % (250 z 427) | 55,11 % (232 z 421) | 58,81 % (257 z 437) |

### Volby do krajského zastupitelstva
|      | 1.                    | 2.                       | 3.                       | účast               |
| ---- | --------------------- | ------------------------ | ------------------------ | ------------------- |
| 2000 | ODS (31,19 %)         | KSČM (20,18 %)           | 4KOALICE (18,34 %)       | 32,26 % (120 z 372) |
| 2004 | ODS (31,57 %)         | KSČM (30,52 %)           | KDU-ČSL (16,84 %)        | 24,61 % (96 z 390)  |
| 2008 | ČSSD (32,14 %)        | ODS (22,32 %)            | KSČM (20,53 %)           | 29,23 % (114 z 390) |
| 2012 | KSČM (31,61 %)        | ČSSD (17,64 %)           | STO (15,44 %)            | 35,85 % (147 z 410) |
| 2016 | STAN+SNK ED (25,35 %) | STO (13,38 %)            | ANO 2011 (12,67 %)       | 33,88 % (144 z 425) |
| 2020 | ANO (20,63 %)         | STAN+SNK ED (18,25 %)    | KDU-ČSL (12,69 %)        | 29,6 % (127 z 429)  |
| 2024 | ANO (41,73 %)         | ODS+TOP 09+STO (14,17 %) | ČSNS+KSČM+ČSSD (11,81 %) | 30,28 % (128 z 426) |

### Prezidentské volby
V prvním kole prezidentských voleb v roce 2013 první místo obsadil Miloš Zeman (62 hlasů), druhé místo obsadil Jiří Dienstbier (52 hlasů) a třetí místo obsadil Jan Fischer (38 hlasů). Volební účast byla 55,69 %, tj. 230 ze 413 oprávněných voličů. V druhém kole prezidentských voleb v roce 2013 první místo obsadil Miloš Zeman (148 hlasů) a druhé místo obsadil Karel Schwarzenberg (70 hlasů). Volební účast byla 53,27 %, tj. 220 ze 413 oprávněných voličů.
V prvním kole prezidentských voleb v roce 2018 první místo obsadil Miloš Zeman (134 hlasů), druhé místo obsadil Jiří Drahoš (58 hlasů) a třetí místo obsadil Marek Hilšer (17 hlasů). Volební účast byla 58,33 %, tj. 245 ze 420 oprávněných voličů. V druhém kole prezidentských voleb v roce 2018 první místo obsadil Miloš Zeman (169 hlasů) a druhé místo obsadil Jiří Drahoš (98 hlasů). Volební účast byla 63,81 %, tj. 268 ze 420 oprávněných voličů.
V prvním kole prezidentských voleb v roce 2023 první místo obsadil Andrej Babiš (140 hlasů), druhé místo obsadil Petr Pavel (61 hlasů) a třetí místo obsadila Danuše Nerudová (33 hlasů). Volební účast byla 65,69 %, tj. 291 ze 443 oprávněných voličů. V druhém kole prezidentských voleb v roce 2023 první místo obsadil Andrej Babiš (153 hlasů) a druhé místo obsadil Petr Pavel (124 hlasů). Volební účast byla 62,56 %, tj. 279 ze 446 oprávněných voličů.

## Pamětihodnosti
Ve vsi je pozdně barokní zámek, postavený v 18. století jako letní sídlo opatů louckého kláštera, a kostel svatého Jana Nepomuckého z roku 1781.

## Osobnosti
- Ladislav Lojda (1925–2006), veterinář
- Miroslav Kasáček (* 1937), spisovatel